# Lonchocarpus torrensis
Lonchocarpus torrensis là một loài thực vật có hoa trong họ Đậu. Loài này được N.F. Mattos miêu tả khoa học đầu tiên năm 1988.